# Smardale Gill Site of Special Scientific Interest
Der Smardale Gill Site of Special Scientific Interest ist ein Site of Special Scientific Interest in Cumbria, England. Das Gebiet ist 116,3 Hektar groß und erstreckt sich entlang des Scandal Beck, der sich in diesem Abschnitt in das Gestein eingeschnitten hat.
Seine Bedeutung liegt im Grasland auf dem Kalkstein und seinen waldigen Teilen. Die waldigen Teile des Gebietes gehören zu den wichtigsten bewaldeten Gebieten im Osten Cumbrias. Es wurden hier über 50 Arten von Brutvögeln gezählt. Das Grasland vor allem im Bereich der Flussufer wird landwirtschaftlich als Weideland genutzt. Es ist ungewöhnlich reich an Gräser- und Kräuterarten. Über 20 Arten von Schmetterlingen wurden hier gezählt, was sehr ungewöhnlich für ein soweit nördlich gelegenes Gebiet in einer Höhe von 200 m bis 300 m über dem Meeresspiegel ist.